# 鼻烟窝
鼻烟窝（英語：anatomical snuffbox）为拇指伸并外展时在腕和手背的桡侧面形成的一三角形凹陷，中医称之为阳谿穴。此名字源于使用这个凹陷的表面放置并嗅吸鼻烟。

## 结构

### 边界
鼻烟窝的内侧界为拇长伸肌肌腱，外侧界为一对平行且紧密排列的肌腱，分别属于拇长展肌和拇短伸肌。（因此，在拇指伸并外展时，鼻烟窝的凹陷最为明显。）其远端为内外侧边界相交形成的顶点，近段为桡骨茎突，窝底为手舟骨和大多角骨。

### 内容
鼻烟窝内浅层有头静脉通过，深层为桡动脉。桡动脉的搏动可在体表扪及。桡动脉对手周骨的营养血管也发自鼻烟窝。
桡神经的浅支跨过拇长伸肌的肌腱（鼻烟窝的内侧界）并供应来自手桡侧两个半手指以及手背上方区域的皮肤感觉。

## 临床意义
舟骨骨折时,鼻烟窝可因肿胀而消失且伴有压痛。鼻烟窝的压痛对手舟骨的骨折高度敏感但缺乏特异性，通常需要进行影像学检查以明确是否确实存在骨折的情况。
由于桡动脉对手舟骨的营养血管发自鼻烟窝，并承担了手舟骨约80%的血液供应。此处的损伤可能造成手舟骨的缺血性坏死。鼻烟窝也是炎性关节炎手腕滑膜活检和手舟骨骨折固定术可能的手术入路。
终末期肾脏病等需要长期的血液透析治疗的患者需要便于穿刺、血液供应充足的血管通路。而一般的静脉血流速度较慢，很难进行血液透析。自体动静脉内瘘是首选的血管通路，在中国约占88.2%，即通过手术将动脉和静脉血管连接起来，使静脉逐渐适应动脉的血流量，临床上常在鼻烟窝处将头静脉与桡动脉进行吻合。

## 其它图像

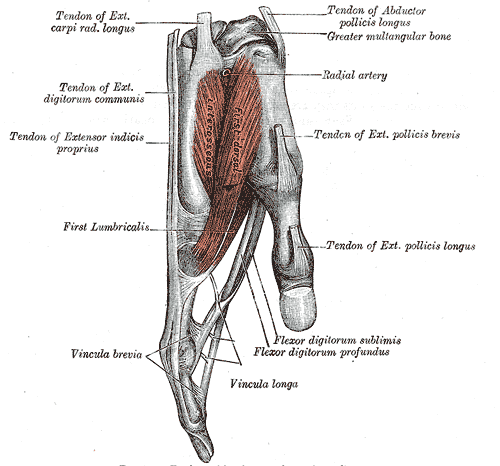
食指的肌腱和筋膜。
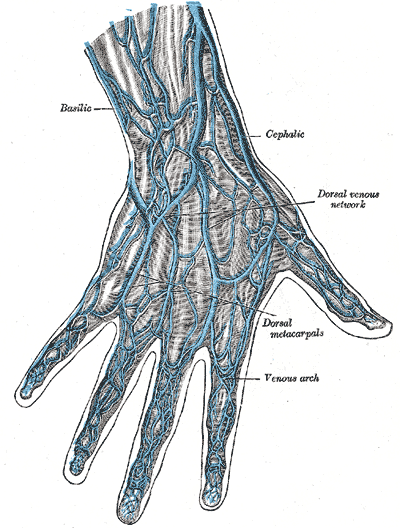
手背的静脉。
左手手掌，显示皮肤皱纹和骨骼的位置，掌弓的表面标记。
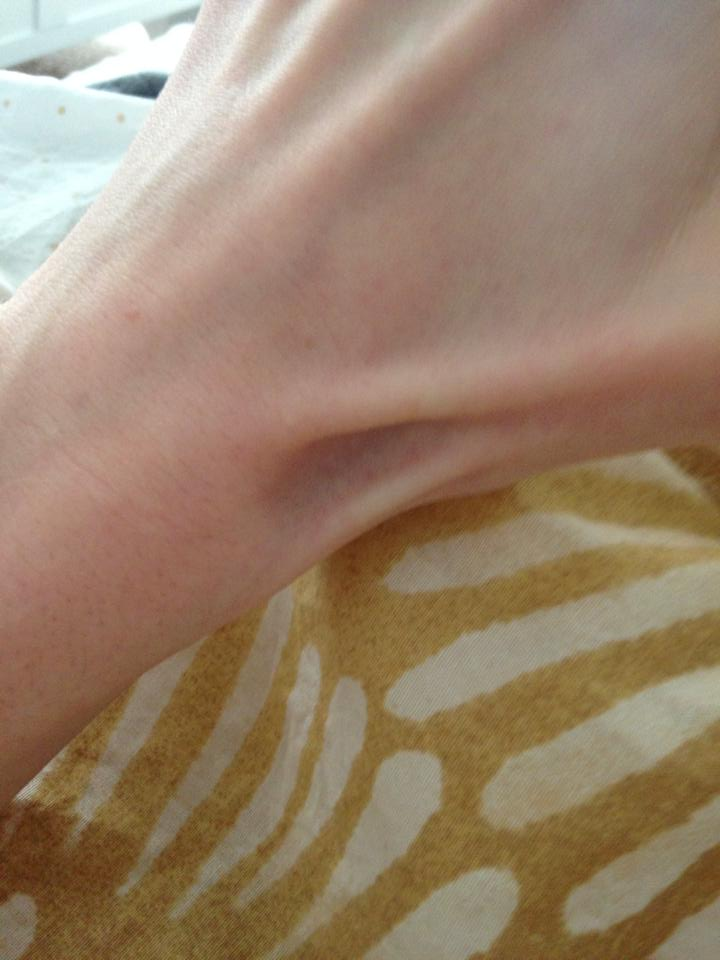
一个较为明显的解剖学鼻烟窝。
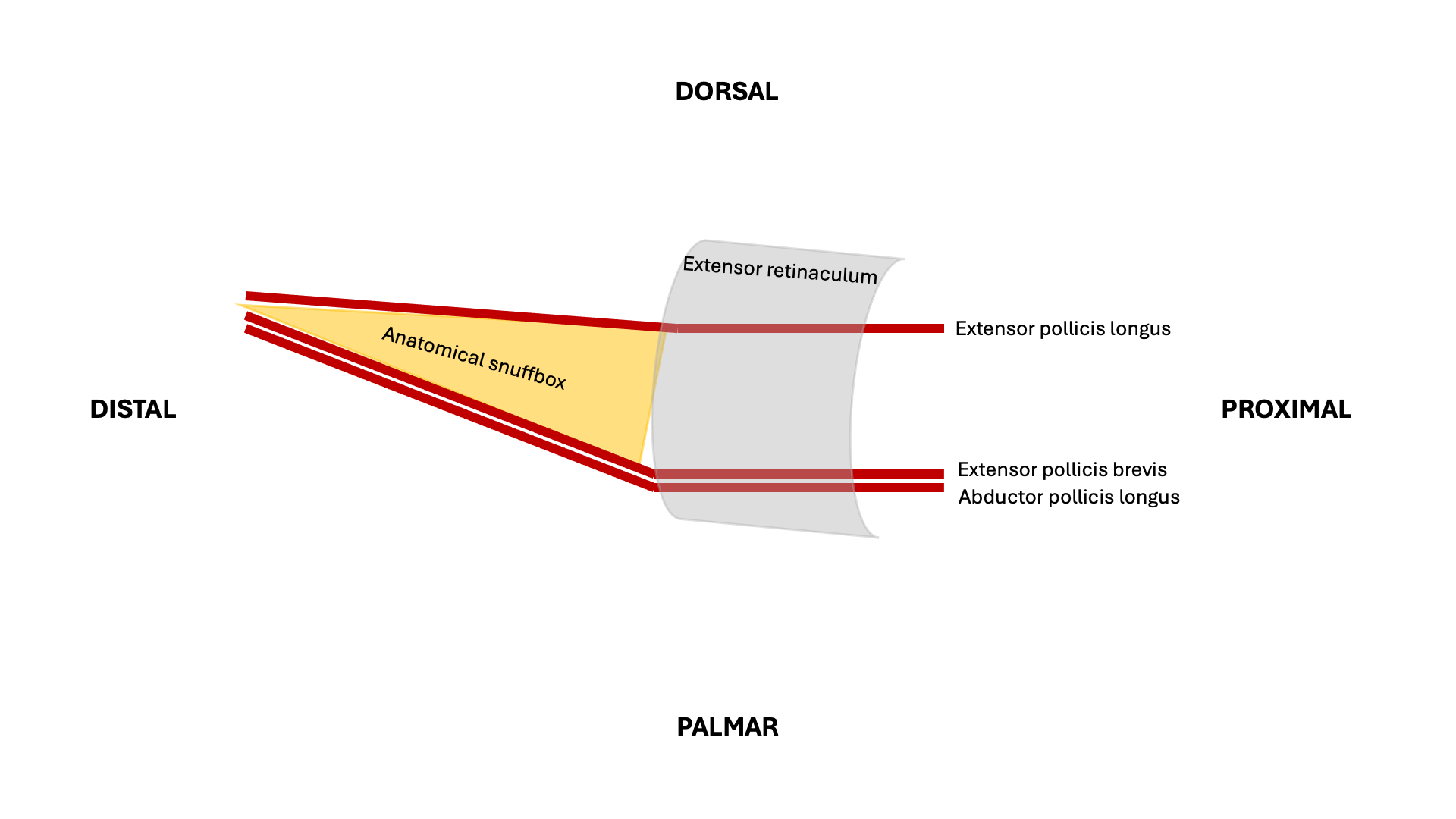
解剖学鼻烟窝示意图。